# Nyahbinghi
La Orden Nyahbinghi dice ser la Divina fuerza de Verdad y Virtud, la reunión llamada Teocracia de humanidad. I&I afirma que Igualdad y Justicia, que son la habitación del Trono del Omnipotente, está por todo aquel que sabe que el reino de Satán debe caer. InI proclama la sentencia de muerte al blanco y negro opresor, y la vida eterna al virtuoso.

## Historia
La Congregación de Rastafari en Ivina Isamblea es llamada "Groundation", lo cual es el serio y sincero deber de la Orden Nyahbinghi. La Orden Nyahbinghi es también la Foundation Mansion( Mansión cimiento) de la Casa de JAH RASTAFARI. Groun'ation es InI fundamento. Conmemora la tradición original de venir juntos a cantar abajo Babylon, y a dar gloria a JAH. Un hombre solo es como una voz en el desierto, pero la Congregación de JAHOVIA es Omnipotente.
Génesis 14 enseña que el Rey de la Virtud, Melchisedek, el Sacerdote Elevado, bendice la victoria del bien (Abraham) sobre el mal (Chedorlaomer), confirmando así la Orden del Omnipotente que la Virtud debe cubrir la tierra como el agua cubre el mar. InI que está por la Virtud desde aquel tiempo lo hace incluso ahora en el nombre de Melchisedek Nyahbinghi Orden de JAH RASTAFARI.
Para el gobierno del Rey de la Virtud (Teocracia) reinar supremamente Sus Nyahbinghi guerreros deben conquistarlo, pues Su guerrero es Su Gobernador.
Establecido en los más elevados cielos del hombre, la Orden Nyahbinghi lucha este Gideon (Armageddon), continuamente, armada con triunfantes cantos del tambor y gritos a JAH por la victoria contra toda concepción malvada. i and i no lucha físicamente con la espada contra la masa y la sangre, sino espiritualmente con el poder del sonido de la palabra.
Así, ¡saludos desde El lugar del Trono de Melchisidek Nyahbinghi! Levántate Rasta. Entra a la Casa de Ises (rezos), para dar gloria a JAH. ¡Levántate! Pon fuera todas las dificultades y diferencias presentes y pasadas, y ven, nosotros cantaremos estiércol-Babylon una vez más.
En el tiempo que Rastafari Irits (Vibración espiritual) se mueve a través de la Isla, cuando el tiempo de Nyahbinghi se sitúa cerca, Nyahbinghi hijos e hijas capturan el fuego como InI adelanta Iriticalmente para estar en el Binghi Tabernáculo desde todas las esquinas de la Isla bajo cualquier circunstancia.
El verdadero corazón Iyahbinghi I pone a un lado todas las cosas, si cualquier capital es suficiente o no, para tomar la bandera de Ithiopia y alcanzar la entrada a Sion. Pues, nada es más importante para InI que cuando JAH RASTAFARI Casa de la Isamblea de Juicio está en movimiento.
InI siempre espera toda llamada del Binghi como InI alcanza la Redención cuando canta. A medidas que los Ital Ises se alzan, todas las pruebas de fe de babylon son en vano. Toda pena que el hombre encuentra se convierte en mérito, desde que InI las vence a través del poder del sonido de la palabra del canto, que la Orden Nyahbinghi estimula y necesita.
El poder de la voluntad de cantar a través de siete luces (noches) de viento y lluvia en Inidad es una bendición del Más Elevado JAH porque los corazones de InI tienen el mayor interés con respecto a Él, su Majestad Imperial Haile Selassie I, quien camina entre su Congregación como los Ancianos Ises alcanzan los elevados cielos del hombre.
Nyahbinghi Order es el corazón, alma, salud, y fuerza de Rastafari Livity (modo de vida), Ivina voz de Ipremacía de Negros Itíopes.

## PaAshantiy la Música Nyahbinghi
Cuando la historia definitiva de la música Nyahbinghi se escriba finalmente dos figuras serán predominantes como los autores principales del estilo de tocar el tambor: Count Ozzie y Pa Ashanti. Ambos entraron a la Fe a mediados de los años 40 y procedieron en la creación -de una manera independiente- un estilo distintivo de la música del tambor de los ritmos seculares del ghetto que coexistieron al principio del Movimiento Rastafari. La contribución de Count Ozzie a este legado musical es bien conocida; pero la otra mitad de la historia nunca se ha dicho.
Recientemente, historiadores Rastafari y la Asociación del Movimiento Rastafari presentaron planes para honorar Pa Ashanti en asociación con sus observaciones del African Liberation Day en mayo. Tristemente esta leyenda de la tradición Nyahbinghi falleció en marzo 2.º, menos de un mes para su 76 cumpleaños. Por alrededor de 40 años Pa Ashanti (conocido también como Bongo Claudy, Boanerges, y Shanti) reinó como uno de los principales coautores de la manera tradicional Rastafari de tambolirear y como premier ejecutante de las harpas del Nyahbinghi. Esta corta biografía-tributo es suficientemente retrasada..
Pa nació como Claudius Barrett en abril 1.º, en 1914 en Mt. Moriah, St. Mary. Cuando muchacho él descubrió su talento con sus manos y empezó a distinguirse por sí mismo como tallista. Esta destreza manual le sirvió bien en el reino de la música. Él mencionó una vez: “.. Desde niño siempre adoré tocar la música, aunque fuera con cualquiera cosa -caja de rumba, trimbal, shakka, pero más importante con los tambores. Yo sé que es parte de nuestra cultura Africana.”
Pa supo que él, como los otros elders (mayores) de su generación, “pasaron por diferentes estados” en el viaje hacia JAH RASTAFARI. Esto incluye su experiencia entre los grupos Revival como también su contacto virtualmente con toda forma de música urbana secular que se encontraba en Kingston durante los años treinta y cuarenta. “Yo toqué todos los tambores que existían”, dijo una vez, “el revival, el indio (hosay), el akete (burru), incluso el toque cas y bandu (kumina.) Así fue como al principio empecé a hacer reconocido”. Estas diversas influencias contribuyeron a lo que Shanti llamó diferentes “sabores” de su música.
Pa Ashanti despertó en Rastafari en los mediados de los años 40. Como primer-agente, él frecuentemente coordinaba con los hermanos y hermanas quienes organizaban sus actividades alrededor de las predicaciones de Robert Hinds y Alexander Dunkley, dos de los primeros individuos que predicaron acerca de la doctrina Rastafari. Después, él y un amigo, Hermano Gooden, organizaron un grupo que abrazó el precepto del crecimiento de la barba, como expresión de la identidad Rastafari. Él mencionó como cada Domingo por la mañana ellos se reunían para marchar o tener una reunión en la calle Spanish Town:
El hermano Gooden y yo despiertos ahora avanzando en barba y cabeza. En aquellos tiempos los Rases andaban con el nombre “King of King” (rey de reyes), pero nosotros empezamos con el nombre “Rastafari” como Etíopes y realmente empezó una verdadera y hermosa congregación. Nosotros siempre estuvimos fuera en la calle con nuestra música en la mañana. Nunca usamos ningún tambor akete. Usamos caja de rumba, shaka, grater, stick, incluso esos pequeños instrumentos como un piano de juguete. Pero la gente nos amaba. Bedrin, “terribles” en esas cosas. Incluso parábamos la iglesia en su celebración. La gente en aquel entonces salían de las iglesias y empezaban a reunirse alrededor de nosotros porque ellos veían que era un principio decente.
Las palabras de Shanti testifican la calidad inspirativa de aquellas reuniones Rastafari en la calle; los congregantes de las iglesias revival en el Oeste de Kingston podían salir de la iglesia para escuchar el mensaje Rastafari. Aquellos hechos están dentro de las causas por la bien conocida animosidad que existe entre los líderes revival y los primeros Rastafari.

### El Elevamiento de los Tambores Nyahbinghi
Así como muchos Rastafari en aquel tiempo, Pa Ashanti no le dio lealtad a ningún grupo pues se movía libremente entre los sociables y semejantes hermanos. Esto incluye los frecuentes movimientos entre Spanish Town y Kingston donde le estuvo en contacto con los músicos burru quienes se encontraban absorbidos dentro del centro de Rastafari. En aquel tiempo, al principio de los cuarenta, los tambores descendientes de África de los grupos burru empezaron a convertirse en incremento, de una manera importante, en el focus social en la vida de campo de los primeros Rastafari. Ashanti mencionó que los temas tropicales de la música burru brindaba una forma de comentario que coincidía con las necesidades musicales de la fe Rastafari.
La gente burru siempre está cantando algo de acuerdo a lo que están haciendo o lo que está pasando en el momento. Y eso dibujó cierto pensamiento dentro del Rastaman. Así pues, después de un tiempo algunos hermanos empezaron a tocar el tambor one-one. En aquellos tiempos los Rastafari rentaban un juego de tambores burru. Pero no necesitábamos rentar los hombres para tocar los tambores pues entre nosotros algunos de los hermanos -incluyéndome también- tocaban el tambor que nos separaba de los burru y nos entraba en un divino procedimiento. Ese fue el elevamiento de los tambores Nyahbinghi y los burru-kete. Incluso algunos removieron el sabor de Nyahbinghi con aquella correspondencia con el burru y el Kumina. El burru fue el más cercano.
La dependencia en la gente burru notada por Pa Ashanti fue por poco tiempo. Él estuvo entre los que fueron adelante en poner en moda el conjunto de tres partes de los tambores Nyahbinghi modelados de los nombres de los tambores burru o akete (the reoeater, funde y bass.)Él anotó:
Nosotros difícilmente pudimos coger los tambores burru por más de una noche, pues ellos siempre decían “Queremos rentárselo a ustedes esta noche pero otra gente vino la semana pasada para rentarlo para mañana en la noche.” Esas cosas desarrollaron la idea de que deberíamos construir nuestros propios tambores.
Últimamente, los tambores que Ashanti construyó se podían encontrar en varios campamentos del Oeste de Kingston entre otros inspirantes tumbadores que lo reconocieron como modelo y fuente de inspiración.

### Holy Nyahbinghi y la Diseminación de la Música
Uno de los factores que fortificaron el desarrollo de la naciente música Nyahbinghi (principio de los 50) fue la presencia de algunos determinados tamboleros como Pa Ashanti quien vio el tambor como una parte integral de su cultura y movimiento. No es sorpresa, entonces, que la elevación del reconocimiento de Ashanti dentro de Rastafari coincide con el crecimiento importante de Nyahbinghi o groundation en la vida Rastafari en el Oeste de Kingston. El crecimiento de la reputación de Pa Ashanti también fue paralelo con su asociación con el cohorte de jóvenes hermanos conocidos como House de Youth Black Faith. El grupo primero se estableció en el campamento conocido como “Calvary” localizado entre Trench Town cerca de la calle 13 y Lindus Lane. De acuerdo a Ashanti, el campamento fue llamado así porque “Aquí es donde levantamos la cruz (dreadlocks) y empezamos a soportar la tribulación. Así todo, en aquel tiempo el peine y los dreadlocks estaban juntos” Aquellos que fueron parte de la primera Dreadlocks House incluyendo Brother Philip. Scarface, Jackman, Derminite, Brother Arthur, y Bongo Watto. Después de un tiempo, Pa Ashanti recuerda, “InI salió de Calvary hacia Bethlehem, que es Trench Town, Nineth Street hacia el campamento de Watto. Allá fue donde InI (I, yo) fue llamado como Boarnerges <HIJO trueno del>(ver St. Marcos 3:17). Esto fue la elevación de la vida del campamento entre los Rastafari que los hermanos revelaban en los gritos de la alegría de dar Ises, día y noche. El mayor (elder) también decía que:
En aquellos días había muchos Rastaman que venían directamente de su trabajo para su casa. Pero que él no lo hacía así. El iba dentro del campamento y tomaba un “burn” (smoke) antes de pasar por la entrada. Eso era probablemente desde las cinco de la tarde hasta el amanecer, sin darse cuenta. Razonar con los hermanos es bueno. De salmos a salmos, cantos a cantos alrededor del reloj. Es Nyahbinghi todo el tiempo. A veces él no iba por su casa por acerca de una semana.”
Aquellas sesiones en el campamento fueron cruciales en el desarrollo de una tradición dinámica oral del binghi que empezaba a ser familiar a los hermanos con el repertorio de cantos. Algunos de estos cantos fueron adaptaciones de los himnos Afro-Cristianos, algunos modelos de formas Africanas, y otros han sido simples inspiraciones individuales como las de Ashanti. “En aquel InI siempre tuvo cantos que ligaban con los razonamientos.” Reflexionaba Pa Ashanti “Cuando un hermano mencionaba algún tema dentro del razonamiento se creaba un canto y todos los continuaban. Eso mantenían los Ires siempre frescos.” Dentro de algunos círculos dentro de la Nyahbinghi House esa cercana correspondencia entre las tradiciones musicales y orales todavía persiste. Como en el pasado, esto sirve para vivificar las Isambleas Nyahbinghi.
Por el testimonio de Ashanti y sus amigos de edad uno empieza a apreciar la itineraria naturaleza de la experiencia formativa de los Dreadlocks y la extensión de la unión entre la vida del campamento en West Kingston y los movimientos rural-urbanos. Bongo Shephan, el hermano que dominó el funde bajo la tutela de Ashanti en los años sesenta, señaló que “Aunque nosotros generamos este Movimiento en el pueblo, todos los de InI venían de diferentes partes del país. En aquel entonces, nos encontrábamos en los “colegios” de Trench Town y Back ‘O Wall dirigiendo nuestros razonamientos en el desarrollo de nuestra cultura. De ahí lo pasamos hacia todas las partes de la Isla.”
Este desarrollo también se debe al enlace rural-urbano. Personas del campo, por ejemplo, quienes vinieron al pueblo para vender sus productos pasaban la noche en Coronation Market, un lugar próximo a los campamentos Rastafari de Trench Town, Back ‘O Wall y Ackee Walk. El factor de que la mayoría de esas personas estaban familiarizados con aquellos que abrazaban la fe Rastafari en Kingston, y que estos hermanos patrocinaron sus conocimientos del campo sólo sirvió para incrementar la familiaridad de los no-Rastafari con el desarrollo cultural y las expresiones musicales del Movimiento. Muchos estaban empatados a la periferia de aquellos campamentos-groundation ya sea por entretenimiento o curiosidad. Gradualmente, las iglesiásticas súplicas del ‘binghi y los razonamientos acerca de África inspiró a muchos a incorporarse dentro del campamento. El llamado, que Pa Ashanti llamó uno de sus favoritos cantos ilustrados, fue uno familiar:
If you knew the blessing Rastafari bring, You would never stay away, Said if you only knew the blessing Rastafari bring, You would come to Zion dis (this) day.
Traducción:
Si supieses la bendición que Rastafari brinda, nunca te alejarías. Di, si sólo has sabido la bendición que Rastafari brinda, este día vendrás a Sion.
Desde los finales de la década del 50 y después, Pa Ashanti fue la figura clave que ayudó a establecer el enlace rural-urbano en las celebraciones del Nyahbinghi permitiendo que los hermanos y hermanas viajaran a ver por sí mismos la familia Rastafari. Pa Ashanti fue uno de los primeros que tenía el “deber” de acampar cerca de la parcela de su familia en St. Mary, e incluso después que los principales campamentos de West Kingston fueron destruidos (1964-66), él continuó manteniendo las celebraciones en su cumpleaños cerca de la parcela de su familia en Mt. Moriah. El también fue uno de aquellos quienes convinieron en Nyahbinghi acerca de la conmemoración Emancipación (1 de agosto), una práctica que se descontinuó después de la Independencia de Jamaica. Fue durante los tiempos de la pre-Independencia cuando los Rastas consagraban los bebes a Rastafari como groundation siendo así que como una figura siempre-presente en Nyahbinghi, un gran número de los hermanos de la misma edad de Ashanti dicen, que se le quedó el nombre “Pa”, por haber sido el padrino de muchos niños Rastafari en aquellas congregaciones.
La importancia de estos enlaces rural-urbano para el desarrollo de la música y cultura fue manifestada en el más significante evento de la década del 50, que fue la Convención de la Isla organizada por Prince Emmanuel en Ackee Walk. Esta unión de hermanos y hermanas de toda la isla no sólo expuso el toque de tambor Nyahbinghi al grupo mayor de Rastafari que nunca se había visto.
No fue sólo las habilidades de Pa Ashanti en el repeater que definió su lugar dentro de la Nyahbinghi House. Pa Ashanti fue también un virtuoso cantante posiblemente con el más intenso repertorio de cantos entre los elders. Por largo camino en Nyahbinghi y su íntima familiaridad con las tradiciones del canto (también como constante congregante en la Isamblea), Pa Ashanti podía preparar la congregación, guiándola en el cambio de cada canto en el preciso momento. El brother Vince, otro tocador del tambor influenciado por Ashanti, expresó sinceramente:
Cuando Pa está cantando es como si estuviera en un nivel diferente. Él conoce la mayoría de los cantos y cómo entrelazarlos manteniendo la Casa (congregación) en un mismo tiempo. No es como un coro simole como se escucha la mayoría de las veces en el binghi. Con Pa escuchas la totalidad del canto.
No fue fácil tener a Pa Ashanti para reflexionar analíticamente acerca de su música. El insistía en que era simplemente el talento que JAH RASTAFARI le había dado y que él sentía el deber de compartirlo gratuitamente con otros. “JAH RASTAFARI maldice a quien esconde su talento.”, Decía Ashanti, “así que cualquier talento que JAH RASTAFARI te haya dado lo debes incrementar.” A menudo él mencionaba con orgullo a aquellos harpistas que él ayudó.
A pesar de su negación al análisis, cuando se le insistía un poco él daba su versión acerca de la evaluación de la música binghi. El definía una vez que la cualidad del tocador de tambores está en aquel que mantenga el balance y pueda improvisar entre los tres toques patrones en tambor principal -the slap, the peck, and the sappa-. Las combinaciones creativas de estas posiciones-patrones, Pa Ashanti argumentaba- era esencial si el tocador de tambores quería dar “escenario” a la música binghi. La habilidad distintiva de Pa para dividir estos patrones de manera inesperada que fue claramente la llave para un genio inspirador que él siempre brindaba a las misas binghi. El explica:
El repetidor (repeater-tocador del tambor repeater) debe balancear de slap-peck-sappa como aquel que explora el Iwah(tiempo, time) musical dentro de Nyahbinghi. El slap es un ‘golpe’ o ‘doblador’. El peck -es el trabajo en el borde del tambor (rim) o ‘dedo’ te da las diferentes posiciones y notas. De ahí vienes directamente a sappa que es el ritmo fundamental. Esto te regresa al ritmo funde, después el repetidor viaja a explorar los diferentes escenarios dentro de la música.
A Ashanti no le importaba explicar lo que él sentía en cuanto a cualidades artísticas en la música Nyahbinghi, pero él siempre regresaba a la importancia de su significado espiritual al creyente. Para él, la congregación Nyahbinghi -a través de la música- constantemente mantuvo los preceptos de su fe ante los hermanos y hermanas: La adoración a Su Majestad, su visión de África, y su separación de Babylon. Como una vez dijo, “La música muestra desgracias, tribulaciones y las cruces que soportamos, y en el otro lado, la alegría, el amor, y la Inidad para dar Ises. Desde Mt. Moriah hasta Back ‘O Wall, desde Freetown hasta Freeman’s Hall, InI nunca ha parado de cantar Yyahbinghi hasta la caída de Babylon.” En una vena poética similar él describió el poder de los tambores como arma espiritual usada para destruir al malvado: “¡El repeater los lisonjea, el bass los apalea y el funde los desvanece!”
En retrospectiva, una empieza a apreciar el lugar de Pa Ashanti en las tradiciones Nyahbinghi, reconociéndolo y comparándolo al más conocido de las primeros Rastafari Tambolirero Count Ozzie. Aunque las contribuciones a la música con el mismo nombre -Nyahbinghi-, Ashanti y Ozzie ocuparon separada dominación cultural y social dentro del Movimiento Rastafari. Por esta razón, sus contribuciones individuales deben ser juzgadas de un modo diferente.
No hay duda de que Ozzie contribuyó grandemente al desarrollo de la música binghi. Esto fue en parte a través de su puro talento artístico y en parte porque él demostró la voluntad de combinar su música con formas más populares (como de Folks Brothers y “O Carolina.) Siendo así él alcanzó para la música Nyahbinghi un reconocimiento por la Sociedad Jamaicana. Como contraste, Pa Ashanti mantuvo una postura mucho más austera a través de su carrera. Su vida, realmente, fue guiada por su visión de Nyahbinghi como la piedra fundamento de la espiritualidad Rastafari. Como el primer maestro Dreadlocks del tambor, Ashanti defendió la integridad singular de Nyahbinghi como un divino procedimiento que siempre se mantiene separado de formas comerciales y seculares. Su contribución debe ser juzgada en el contexto de la comunidad ritual que él sirvió lealmente.
No hay duda de que su presencia ritual, su talento musical, y su continua dedicación a la Nyahbinghi House fue enormemente edificadora. De una manera musical y espiritual, Ashanti ayudó a guiar el proceso espiritual en el cual la Orden Nyahbinghi continuamente mantenía el principio de la Soberanía Africana para toda la gente negra.
La longevidad del envolvimiento de Ashanti en el culto Nyahbinghi (primero en el Campamento West Kingston y en toda la isla) habla por la extensión de su influencia. Count Ozzie en sus primeros días tenía ataduras con West Kingston. El Ozzie maduro, así todo, estuvo más cerca ligado a su centro comunidad en Adastra Road en Warika Hills ( donde él funciona como maestro) o con los performances del Festival. Como contraste, Pa Ashanti continuó demostrando su talento ritual siendo una enorme influencia en todas las Casas Nyahbinghi hasta sus años setenta. Pa influyó a los jóvenes tocadores del tambor no a través de las formales instrucciones sino a través de sus repetidas ejecuciones. Aquellos que hoy son maestros en el tambor por derecho, como Bongo Tawney y Ras Daniel, le deben a él inspiración. La importancia de su constante presencia en Nyahbinghi -particularmente durante la década pasada- no se debe subestimar. Incluso aunque patriarca su entusiasmo y vitalidad nunca disminuyó. Después de que la generación de hermanos que vinieron a tomar sus merecidos lugares en el Rainbow Circle Throneroom, él se mantiene como viva inspiración a la tradición musical que él ayudó a desarrollar y mantener.
Quizás sea un poco irónico que solo recientemente se le empezó a reconocer generalmente dentro del Movimiento Rastafari como él se merece. En junio-julio de 1988, Ashanti viajó con el elder principal en la delegación de hermanos quienes visitaron los Ángeles y el área de la Bahía en California. En los diferentes encuentros Pa fue recibido calurosamente y con gran respeto por aquellos, que por primera vez, tuvieron la posibilidad de tener un pequeño ejemplo de los “sabores” de su música.

## Lengua
- "Groundation" Esta palabra tiene un enorme significado. Ground que significa suelo, cuando InI utiliza esta palabra se refiere a lo que pasa cuando los hermanos y hermanas se reúnen a cantar y elevar el nombre Su Majestad Imperial Emperador Haile Selassie I JAH RASTAFARI; Groundation significa venir a la unidad, con el sabio y potente poder de JAH, cantando con fuerza, con limpias manos y corazones puros a JAH RASTAFARI. Es venir a asentarse en la tierra como seres de la naturaleza que somos, manteniendo el modo de vida en lo más elevado, Ital; que es el modo natural de vida. InI se reúne en Nyahbinghi (se pronuncia nayabingui) para mantener el Ital Sagrado Fuego de Purificación.